# مشغل كهربي

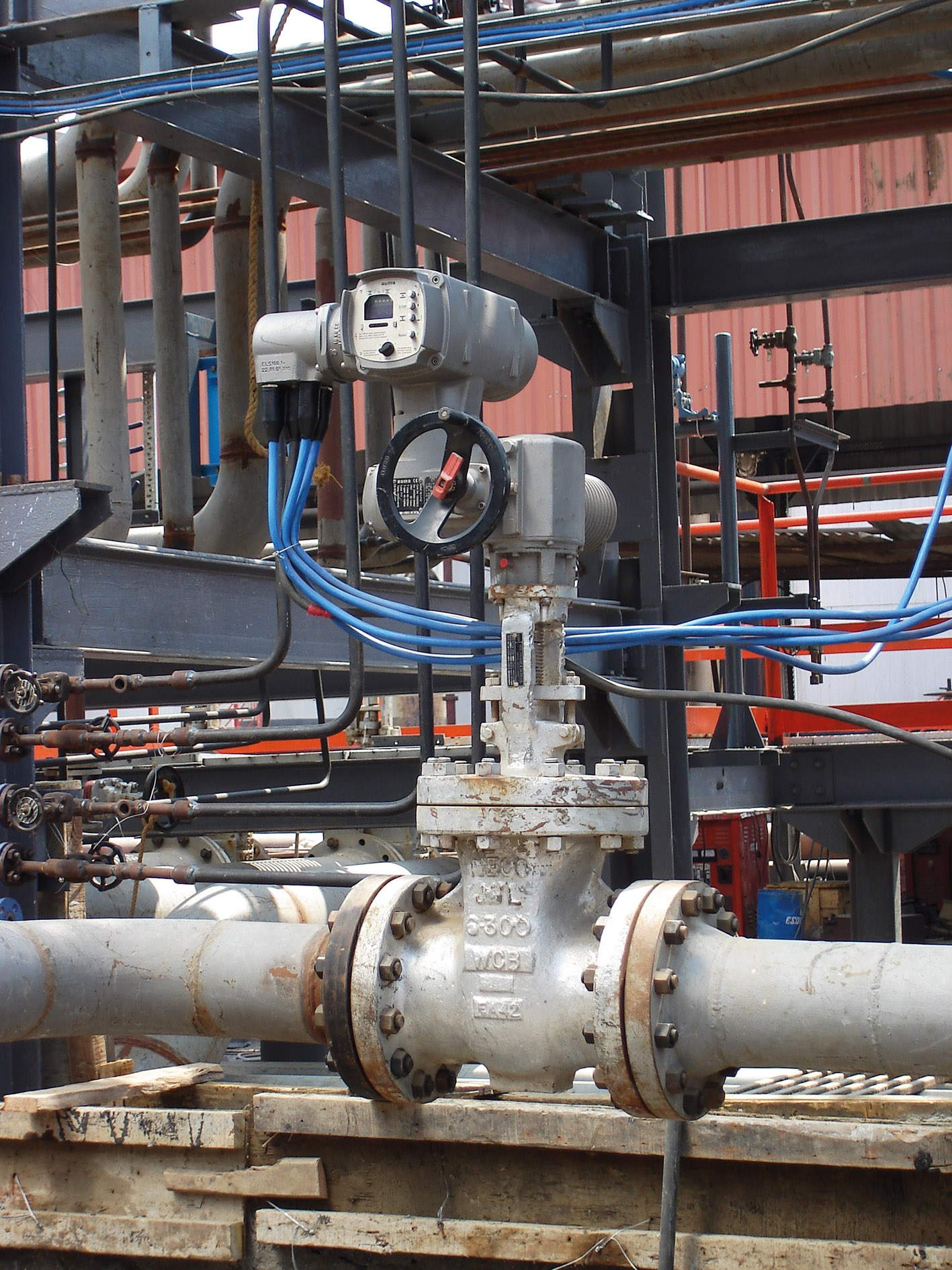
مشغل كهربي مركب على محبس سكينة عامود صاعد في محطة طاقة.

تستخدم المشغلات (بالإنجليزية: Actuator)‏ لتحريك كافة المحابس الصناعية بطريقة أوتوماتيكية، ويمكن إيجادها في جميع أنواع المحطات: فهي تستخدم في محطات معالجة مياة الصرف الصحي، محطات الطاقة، وحتى مصافي النفط. المحابس التي ستحرك أوتوماتيكيًا تختلف بشكل كبير في التصميم، والأبعاد. فالقطر الداخلي للمحابس تتراوح من بعض بوصات إلى بضعة أمتار.
يمكن تقسيم المشغلات تبعًا لنوع التغدية التي تقدمها فمنها المشغلات الهوائية، والمائية، والمشغلات الكهربية.

## تصنيف المشغلات تبعًا لنوع حركتها

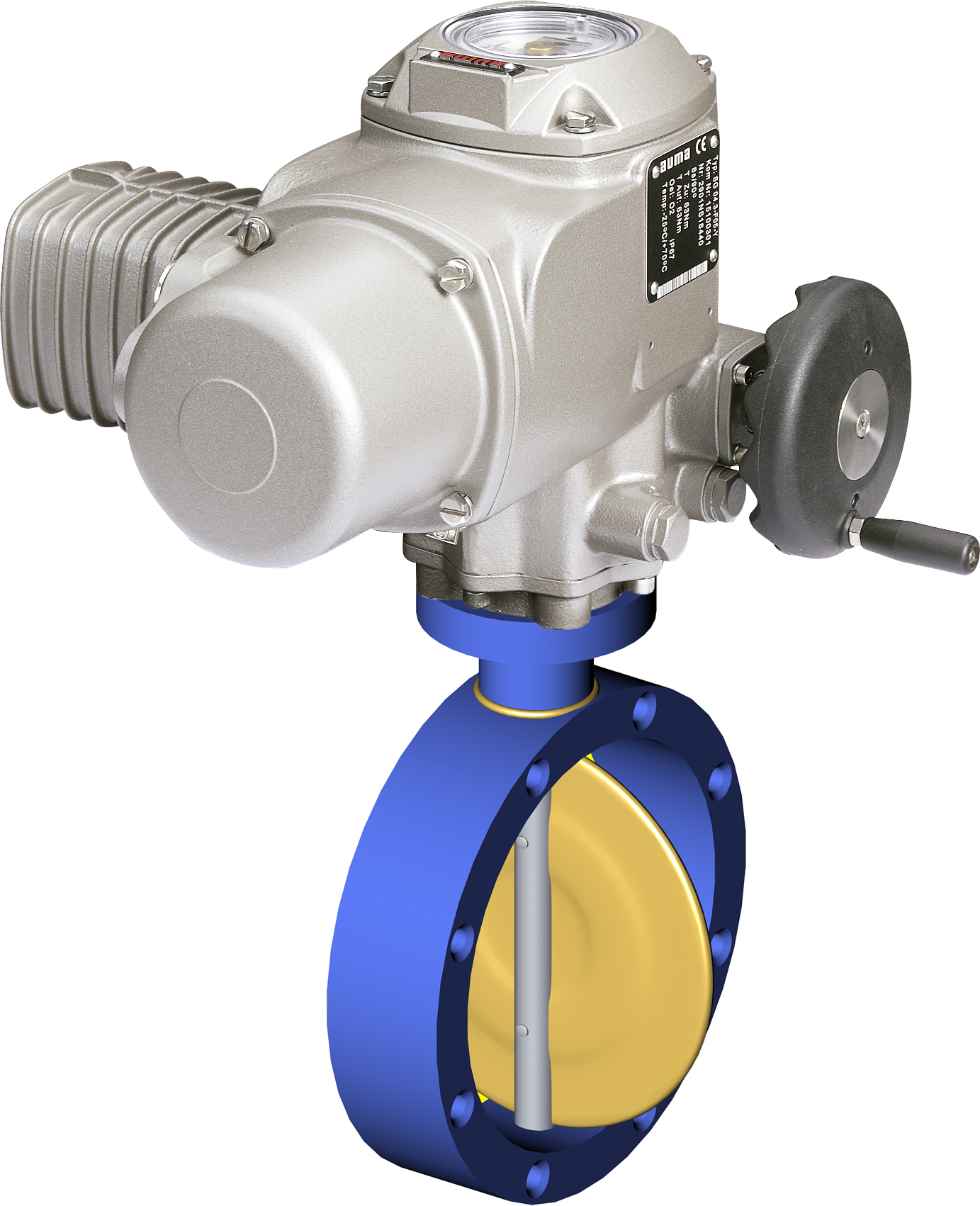
مشغل كهربائي جزئي على صمام الفراشة.

المسيرة Travel تعني المسافة التي سيقطعها الجزء الغالق في المحبس ليفتح أو يغلق المحبس كليًا. أجزاء الغلق المعتاده هي أقراص محابس الفراشة، والسكينة، والجلوب Glope. أجزاء الغلق الثلاثة السابقة تمثل 3 أنواع حركة رئيسية لقطع مسافة المسيرة. حركة قرص محبس الفراشة هي حركة لمسافة ربع دورة (90°) من موقع الفتح الكلى OPEN إلى موقع الغلق الكلي CLOSED، وحركة قرص محبس الجلوب هي حركة خطية بسيطة (نبضات)، أما حركة قرص محبس السكينة هي حركة لتغطية كل قطر المحبس. كل نوع من الحركة يتطلب نوع معين من المشغلات.

### مشغل متعدد الدورات
تُطلب المشغلات المتعددة الدورات لتشغيل المحابس المتعددة الدورات بطريقة أوتوماتيكية. وأكبر ممثل لهذا النوع من المحابس هو محبس السكينة. عرف المشغل المتعدد الدورات في التوصيف القياسي EN ISO 5210 كالتالي:
«المشغل المتعدد الدورات هو مشغل ينقل للمحبس عزم دورة واحدة على الأقل، ويستطيع تحمل الدفع».